# Mali op de Paralympische Zomerspelen 2012
Mali nam deel aan de Paralympische Zomerspelen 2012 in Londen, Verenigd Koninkrijk. 

## Deelnemers en resultaten
(m) = mannen, (v) = vrouwen,  (g) = gemengd

### Atletiek
| Paralympiër    | Onderdeel     | Resultaat                | Prestatie |
| -------------- | ------------- | ------------------------ | --------- |
| Mahamane Sacko | 100 m T46 (m) | serie: gediskwalificeerd |           |
| Mahamane Sacko | 200 m T46 (m) | serie: 5e                | 23,02     |